# Ernst Jonsson
Ernst Ossian Jonsson, född 15 november 1935 i Härnösand, är en svensk ekonom och professor emeritus.

## Utbildning
Ernst Jonsson disputerade vid Handelshögskolan i Stockholm 1972 på doktorsavhandlingen Kommunens finanser och blev därigenom ekonomie doktor (ekon.dr).

## Karriär
Jonsson har sedan 1973 verkat vid Företagsekonomiska institutionen vid Stockholms universitet. Han var under åren 1987-2002 chef för Institutet för kommunal ekonomi (IKE). Han har även varit gästprofessor vid Department of Economics, Glasgow Caledonian University. Jonsson är professor emeritus vid Stockholms universitet.